# لنکا کوتکووا
لِنکا کُتکووا (زادنام شارونووآ; متولد ۲۶ ژوئیهٔ ۱۹۷۳) یک اخترشناس اهل جمهوری چک و کاشف سیارات کوچک است.
او در رصدخانه اوندگف (رصدخانهٔ اوندریو)، واقع در نزدیکی پراگ، مشغول به کار است. علاوه بر کشف‌های متعدد در کمربند سیارک‌ها، او همچنین سیارک‌های گذرنده از مریخ فهرست سیارک‌ها (۹۰۰۱–۱۰۰۰۱) و سیارک‌های خانواده هیلدا فهرست سیارک‌ها (۲۱۰۰۱–۲۲۰۰۱) را کشف کرده است.
لِنکا کُتکووا در هواشناسی از دانشکدهٔ ریاضیات و فیزیک دانشگاه کارل تحصیل کرده است. وظایف او در مؤسسهٔ اخترشناسی AV ČR در اوندریوف (ناحیه پراگ-شرق) عمدتاً شامل توسعهٔ پایگاه‌های داده، طیف‌شناسی و مشاهدات شیدسنجی (اخترشناسی)، و پردازش داده‌ها است. در حین کارش در بخش مواد بین‌سیاره‌ای، نقش اصلی او مشاهدات سیارک‌های نزدیک به زمین بود. به همراه پتر پراوِک و پتر کوشنیرک، او بخش عمده‌ای از سیارک‌های دوگانه شناخته‌شده را شناسایی کرد. در همین مدت، او یا به‌تنهایی یا به‌همراه دیگران بیش از صد سیارک کشف کرد. در حال حاضر، لِنکا کُتکووا در بخش ستارگان به‌عنوان ناظر با تلسکوپ دو متری اوندگف مشغول به کار است.
در سال ۲۰۰۰، او جایزهٔ زدنک کویز از انجمن اخترشناسی جمهوری چک را به خاطر کارهای برجسته در تحقیق دربارهٔ ستارگان متغیر دریافت کرد.
سیارک فهرست سیارک‌ها (۱۰۰۰۱–۱۱۰۰۱), که توسط همکارانش پتر پراوِک و مارک ولف در سال ۱۹۹۷ کشف شد، به نام او نام‌گذاری شده است. سیارک فهرست سیارک‌ها (۶۰۰۰۱–۶۱۰۰۱), که توسط او در سال ۱۹۹۹ کشف شد، به نام دخترش نام‌گذاری شده است، در حالی که فهرست سیارک‌ها (۷۰۰۱–۸۰۰۱), که توسط او در سال ۱۹۹۵ کشف شد، به نام مادرش نام‌گذاری شده است.